# Operation Maslenica
Operation Maslenica (kroatiska: Operacija Maslenica) var en offensiv som utfördes av den kroatiska armén i nordvästra Dalmatien mot serbiska styrkor i januari 1993.
Operationens mål var att häva belägringen av staden Zadar och inta flera broar norr om Zadar. Operationen inleddes den 22 januari 1993. De serbiska styrkorna blev totalt överraskade och tvingades att dra sig tillbaka efter bara en dags strider. Som resultat hävdes belägringen av Zadar och områdena omkring Zadar befriades. 
Kroaterna följde upp attackerna och fortsatte att avancera i riktning mot Krajina. Under tiden hade de serbiska styrkorna omorganiserat och bjöd nu på betydligt hårdare motstånd. De fick också förstärkningar från den ökända Željko "Arkan" Ražnatović och hans Tigerdivision. Arkan och hans styrkor inledde en motoffensiv som till slut avvärjdes men förorsakade stora förluster hos kroaterna. 
Efter detta avbröt båda sidorna sina attacker. Maslenica var för kroaterna en framgångsrik operation, men var kostsam i manskap och kritiserades av USA för att man inte hade hållit vapenvilan. För serberna var den smått katastrofal. De hade förlorat ett stort område på bara en dag och lidit mycket stora förluster. Områdena i nordvästra Dalmatien skulle vara hyfsat lugna ända till Kroatiens stora offensiv Operation Storm 1995.